# Gaultheria erecta
Gaultheria erecta là một loài thực vật có hoa trong họ Thạch nam. Loài này được Vent. mô tả khoa học đầu tiên năm 1800.

## Hình ảnh

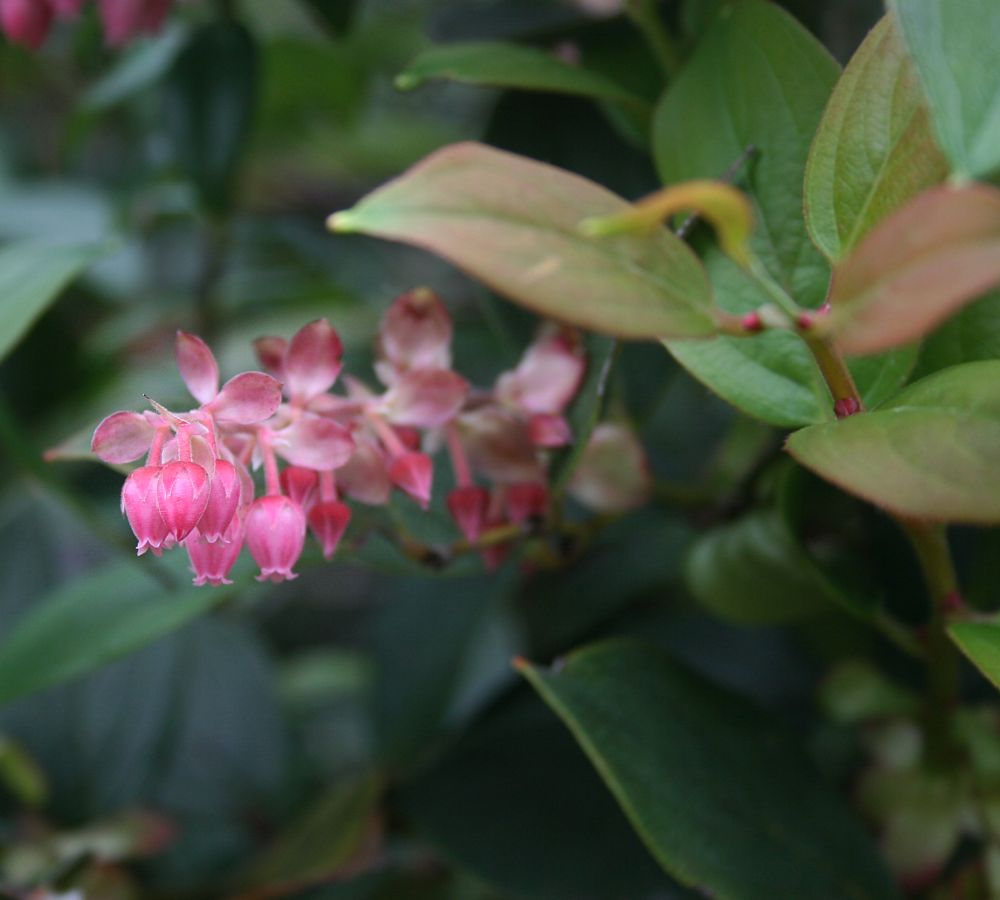
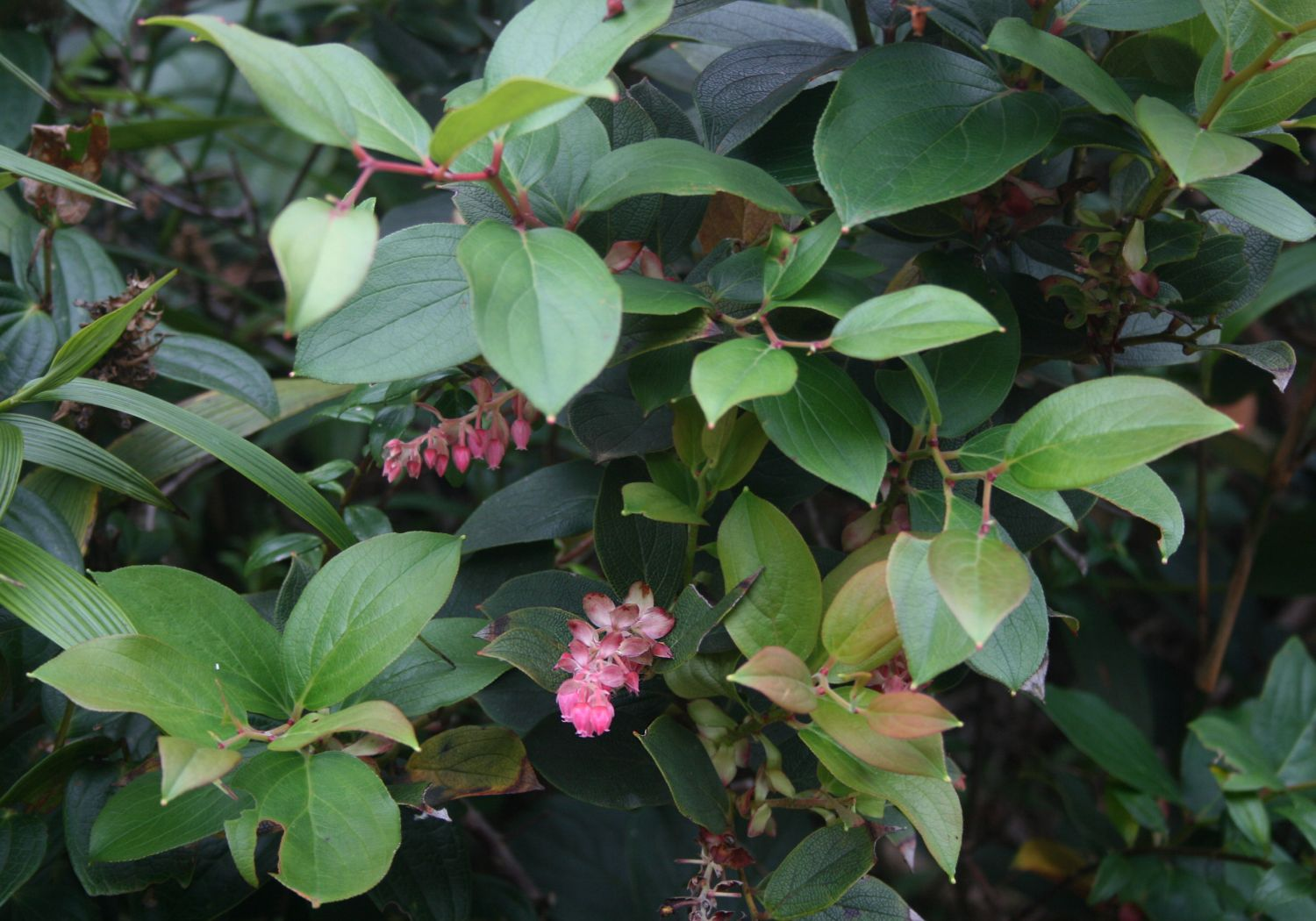
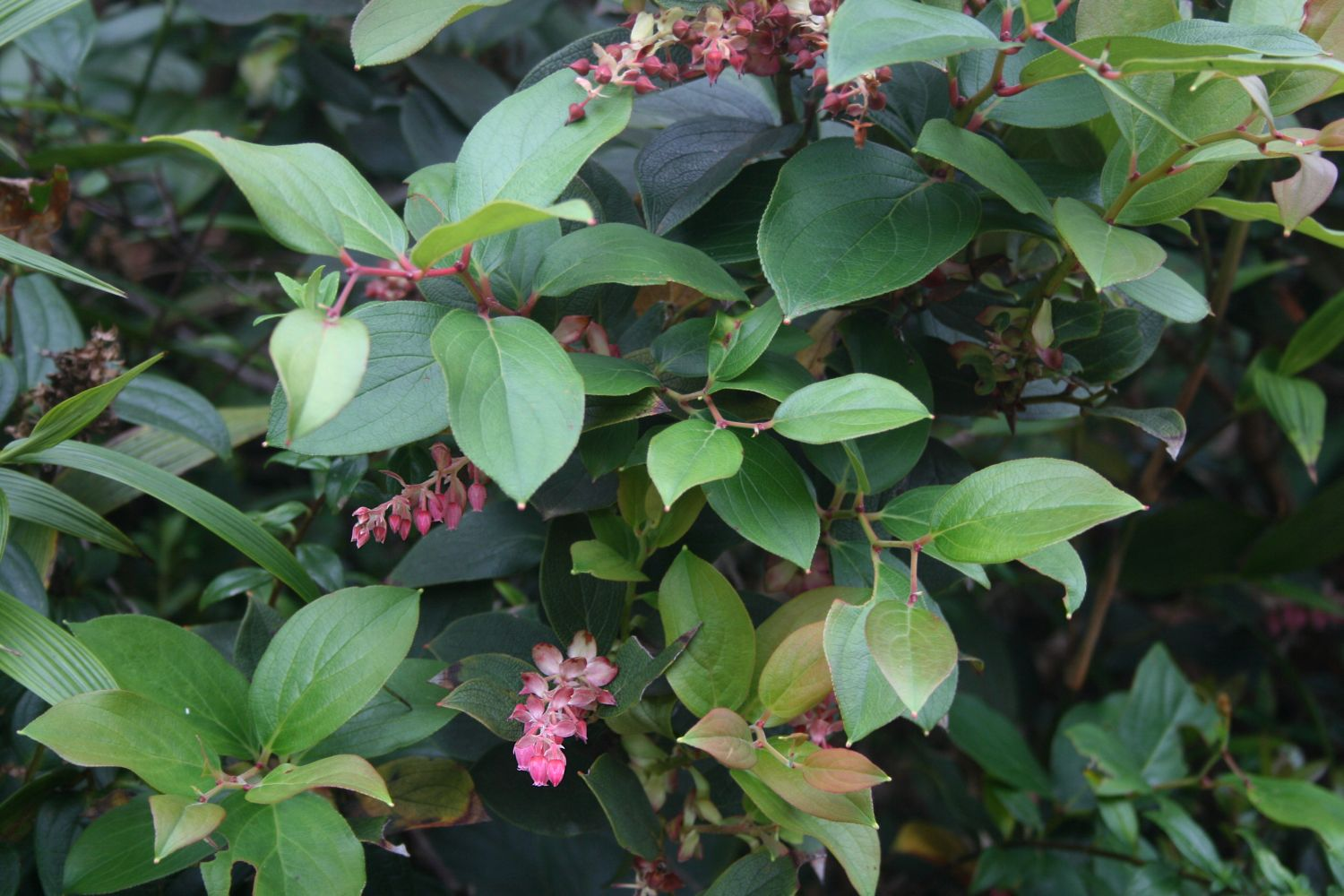